# Savantxàkovo
Savantxàkovo (en rus: Саванчаково) és un poble de l'óblast de Vladímir, a Rússia, segons el cens del 2010 tenia 66 habitants. Pertany al districte municipal de Múrom.